# Alberto Jorge
Alberto Jorge Mendes Guedes da Piedade é um músico português (Porto, 12 de Março de 1952).

## Biografia
Alberto Jorge é quarta geração directa de músicos.
Iniciou os seus estudos como autodidacta aos 15 anos no baixo eléctrico, embora desde muito cedo tenha mostrado grande curiosidade por todos os instrumentos musicais a que o seu convívio familiar lhe dava acesso. 
A partir dos 16 anos colabora com o Conjunto Académico TopKapi e, mais tarde, actuando nos convívios de Faculdades do Porto e festas de finalistas, com o grupo académico SONDA, onde toma contacto com os blues.
Em 1968 é convidado pela direcção do Seminário Missionário do Padre Dehon a liderar um projecto de música rock na igreja, absolutamente pioneiro em Portugal. Fundou, a partir desse convite, o grupo rock Tijolo, tendo na altura adquirido alguma notoriedade nos media, devido à nova sonoridade que trouxe para a música sacra em Portugal.
Por volta dos 18 anos ingressa no Psico, primeiro grupo de feição profissional, com quem actua em concertos por todo o país, nomeadamente no Festival de Vilar de Mouros de 1971.
Aos 20 anos lidera os Nirvana, com quem participou em numerosos concertos, na àrea do "Hard-Rock, tendo esse grupo levado a cena experiências de opereta, o "Ensaio Rock", muito comentado pelos media da época, pelo seu ineditismo. Realizou-se em vários teatros da cidade do Porto, tendo os textos sido censurados pela comissão de visionamento prévio, o que não impediu que a peça fosse levada a cena, sem qualquer corte.(...)

Aos 21 anos é convidado por Miguel Graça Moura para colaborar com o grupo Smoog. Toca por todo o país durante cerca de cinco anos.

O grupo Smoog dedicava-se a uma actividade musical de índole pedagógica sendo o seu repertório original, uma fusão de elementos da música clássica do jazz e do rock.

Despertado por Miguel Graça Moura para a música clássica e António Pinho Vargas, também ele membro do grupo, para o Jazz, inicia uma nova faceta da sua carreira ao matricular-se no Conservatório de Música do Porto na classe de violoncelo de Madalena Sá e Costa ao mesmo tempo que inicia a audição e análise dos grandes nomes do Jazz.

É nesta altura que conhece e trabalha nos melhores estúdios portugueses e espanhóis.
Também neste período inicia uma intensa actividade televisiva, com dezenas de programas de autor gravados sob a égide de Miguel Graça Moura.
Iniciou os seus estudos de contrabaixo de cordas na classe do professor Norberto Nascimento, com quem estudou sete anos. Trabalhou também com o Professor Adriano Aguiar no aperfeiçoamento estilístico e técnico. Foi também aluno da classe de música de câmara da Academia de Música de Espinho sob direcção do professor José Luís Duarte.

Em 1976 actua com o renovado Quarteto 1111, na ópera rock Godspell, da Companhia Vasco Morgado, com nomes como Victor Mamede, Rui Reis, Carlos Quintas, Joel Branco, Rita Ribeiro, Vera Mónica, Mafalda Drummond, Verónica e ainda outros actores portugueses.

A partir de 1976, começou a tocar nos casinos de Espinho e de Póvoa de Varzim, assim como em hotéis de 4 e 5 estrelas. 

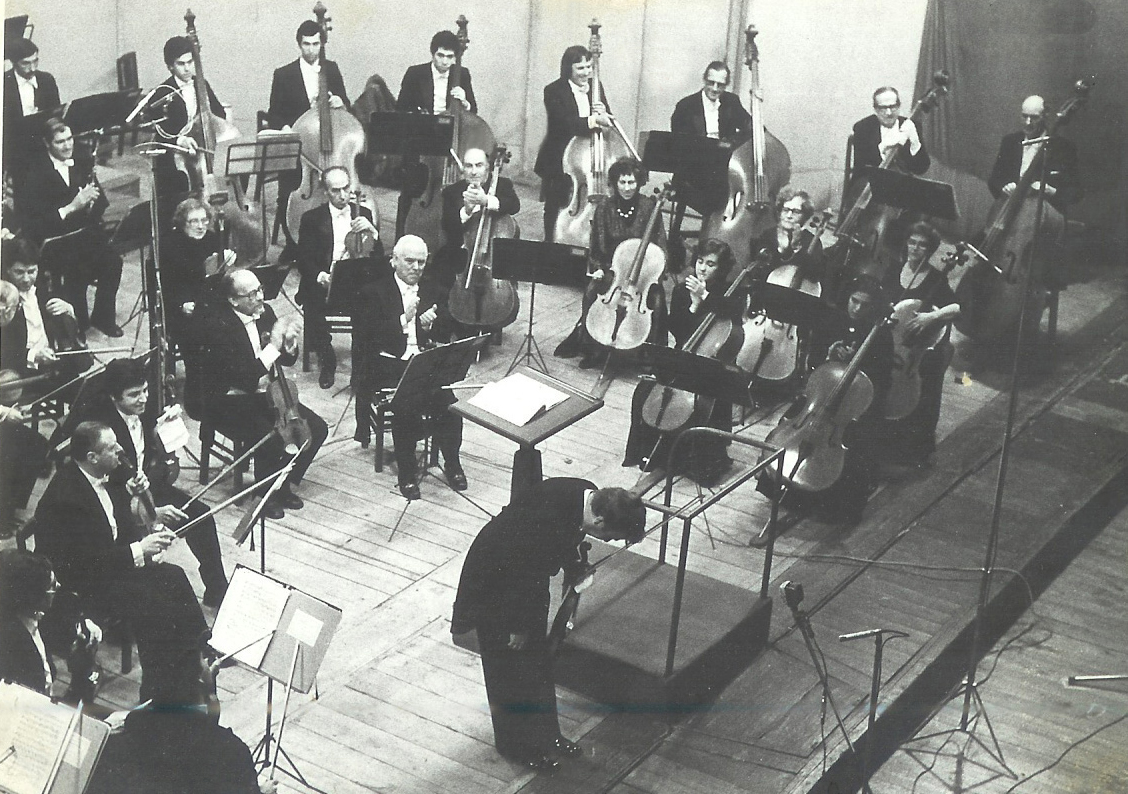
Alberto Jorge com a Orquestra Sinfónica do Porto em 1980 (quarto contrabaixo)

Em 12 de Março de 1980 começou a colaborar com a Orquestra Sinfónica do Porto, reforçando o naipe de contrabaixos até 1989, aquando da sua extinção.Foi aí dirigido, entre muitos outros, por Gunther Arglebe, Manuel Ivo Cruz e António Vitorino D`Almeida, na sua obra Fábrica dos Sons. A Orquestra Sinfónica do Porto, patrocinada pela R.D.P., seria extinta em 1989.
Tocou com a banda residente do programa semanal "Árvore das Patacas" (RTP-Porto) onde acompanhou, entre outros, Paulo de Carvalho e Simone de Oliveira.

Tocou também no programa televisivo "Jazz em Portugal" da autoria de Luis Villas Boas.

Com a banda de Paulino Garcia acompanhou os maiores nomes da canção portuguesa, entre eles Francisco José, Rui de Mascarenhas, Tonicha, Tony de Matos, Amália Rodrigues, António Calvário, Simone de Oliveira, Marco Paulo, Herman José, Florência Rodrigues, Duo Ouro Negro, Sérgio e Madi e muitos outros. Acompanhou uma inumerável quantidade de artistas estrangeiros, durante a sua permanência nos Casinos.

Em 1983 colabora com a orquestra ligeira do Festival Eurovisão da Canção.
Durante quatro anos actuou em pubs e bares de música ao vivo com o grupo funky Opinião Pública também por ele liderado até 1991.

Com a Orquestra Sinfónica do Porto e Coro da Sé, tocou para os Príncipes Carlos e Diana, além de todas as mais altas autoridades civis e militares Portuguesas, nos 600 anos do Tratado de Windsor, sob direcção do maestro Cónego Ferreira dos Santos.

Tocou regularmente com a Orquestra de Câmara de Braga, sediada no Conservatório Calouste Gulbenkian, sob direcção do maestro António Baptista.

Em 1990 foi responsável musical, durante seis meses, do programa televisivo matinal da RTP "Às 10" com a "Banda de Alberto Jorge".

Nesse ano foi productor e arranjador de um tema tradicional português, que representou a RTP no Festival Europeu de Televisões, em Estrasburgo.

Em 1991 integra o júri de selecção de professores de contrabaixo do Conservatório de Música do Porto.
A convite de Paulino Garcia, integra o Quarteto de Professores e a Orquestra de Jazz do Conservatório de Música do Porto.
Contrabaixista convidado pelo coro de Gospel da Universidade Católica do Porto, sob direcção do maestro Cesário Costa.
Em 1991 inaugura o Hotel Ipanema Park, onde fica a tocar como responsável musical da banda residente Triunvirato. Tocam para José Carreras, que muito elogiou o profissionalismo e opção estética da citada banda. Por esta altura toca habitualmente com a Orquestra de Câmara de Aveiro, sob direcção do maestro Duarte Neves.
Em 1991 e 1992 viajou a Marrocos e em 1996 à Tunísia, tendo entrado em contacto com as sonoridades da música árabe.
Em 1992 integra o naipe de contrabaixos da orquestra de celebração do 50.º aniversário do Círculo Portuense de Ópera, sob direcção do maestro Borges Coelho. Colabora ainda com a orquestra e coro sediados na escola Curso Silva Monteiro, sob direcção do maestro Luis Lopes.
Em 1993 é convidado pela direcção do departamento de animação da Solverde para trabalhar como arranjador e director musical nas produções do Casino de Espinho. Fica 14 anos a dirigir a banda residente Triunvirato, até 2005. Durante esse período faz as primeiras partes dos concertos de, entre outros, Al Jarreau, James Brown, Blues Brothers, Diana Krall, Diana Ross, Charles Aznavour, Adamo, Demis Roussos, Ney Mato-Grosso, Gal Costa, Donna Summer, Caetano Veloso, Maria Bethânia, Gilberto Gil, Alcione, Maria Rita e Simone.

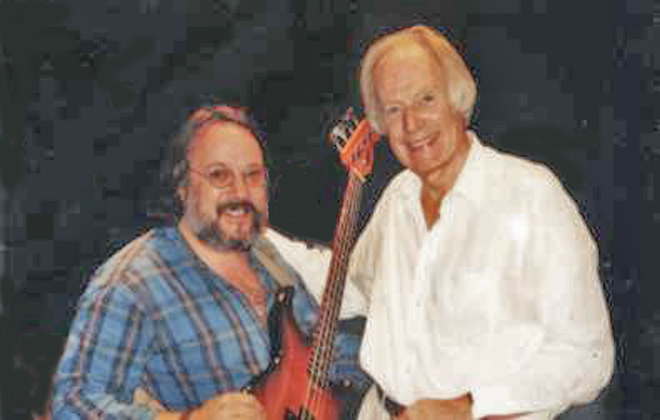
Alberto Jorge com Sir George Martin em 1994

Colabora durante seis anos com a Corleone Big-Band,com quem toca, entre muitos outros eventos, no Festival de Jazz de Matosinhos.
Em 1994 toca como músico convidado, em baixo eléctrico, com a Orquestra Clássica do Porto, Coro e secção rítmica  no Coliseu de Lisboa e Coliseu do Porto, na celebração dos 50 anos da Organização das Nações Unidas, sob direcção de Sir George Martin, productor dos Beatles.
Em 1998 grava em tempo real a música do filme “Trânsito Local” de Fernando Rocha, com a parceria musical de Carlos Araújo e Rui"Cenoura" Ferraz.Do elenco de actores faziam parte António Vitorino de Almeida, Paulo de Carvalho, Rui Reininho, Paulo Gonzo, Paulo Matos, Tony Lima, Pedro Lima, Júlio Cardoso, Óscar Branco, Carla Maciel, entre outros.
A partir de 2005 toca nos bares de jazz portugueses com o Realbook Jazz Trio, Gadjo Calom e ainda TRÍPTICO, com Renato Diz e Acácio Salero num repertório de feição swing.
Em 2008 a sua sonoridade no eléctrico é analisada no Forum Norte-Americano TalkBass.

## Outras colaborações

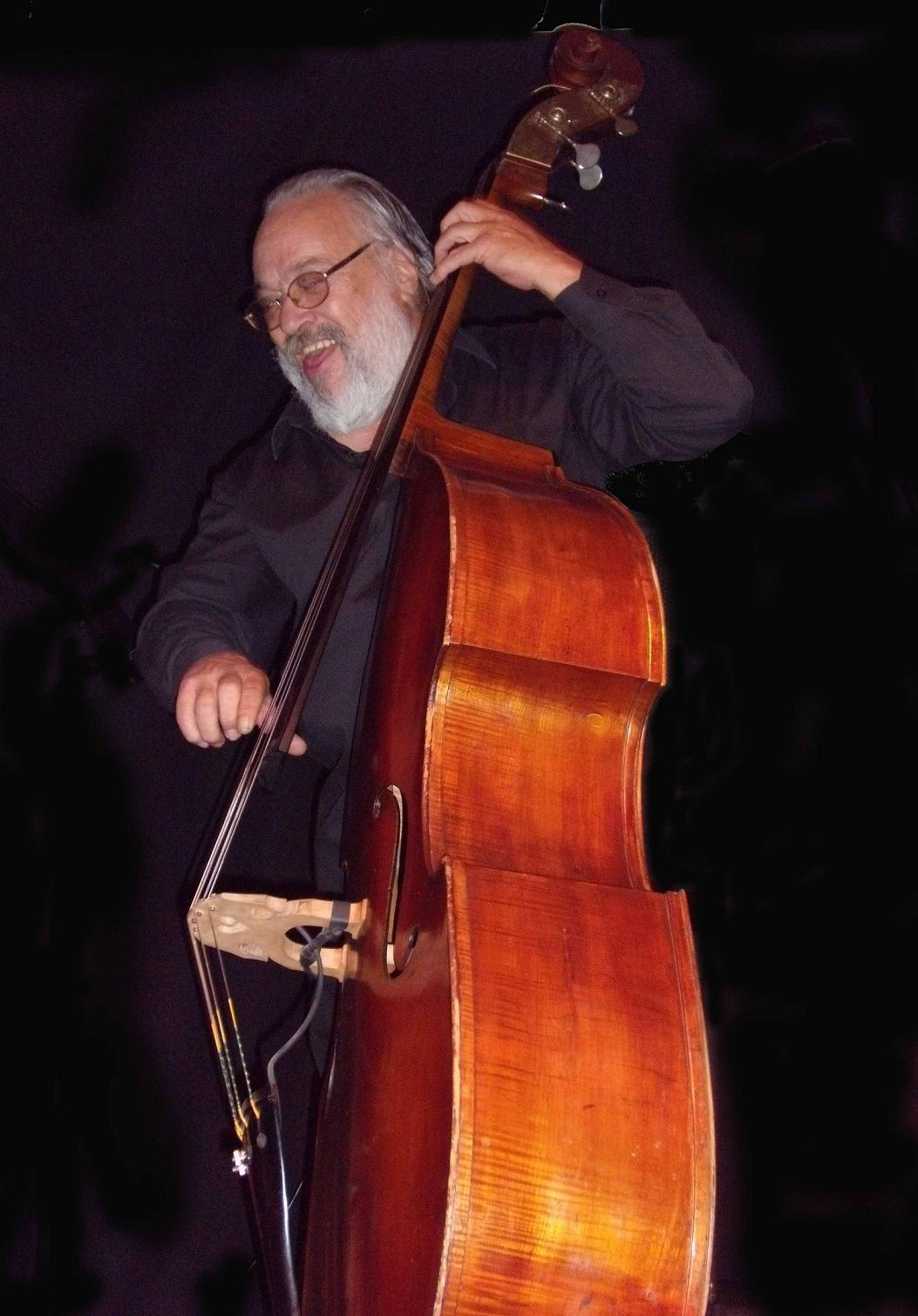
Alberto Jorge no HotFive - Club de Jazz no Porto

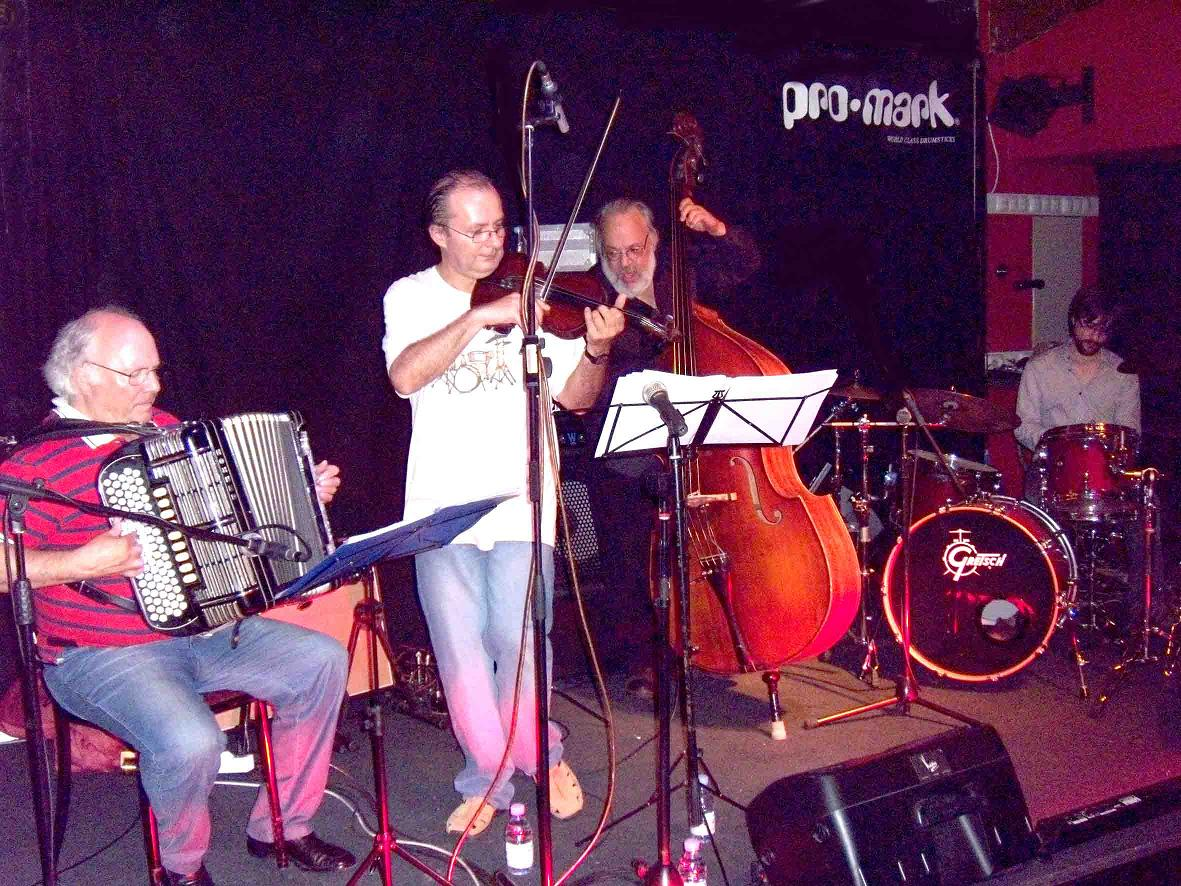
Alberto Jorge com a Banda Gadjo Calom

Trabalhou cerca de 30 anos com o pianista, compositor e chefe de orquestra Paulino Garcia com quem gravou numerosos discos, televisão e música de filmes nomeadamente "Táxi na Cidade" e "O Homem que Matou o Diabo", com Herman José no protagonista.
José Meneses, Joaquin Iglésias Gonzalez, Carlos Machado, Paulino Garcia, Luis Meireles, Rui Teixeira, Acácio Salero,  Juca Rocha, Ivan Silvestre, Guilherme Piedade, Pedro Costa,Telmo Marques, Eduardo Santos, Jay Corre, Raúl Marques, Diego Ebbeler, Arnaldo "Nocas" Fonseca, Fernando Nascimento, Eduardo Lopes e Renato Diz são alguns dos músicos com quem cultivou a sua paixão pelo Jazz.
Teve com Steve Swalow um encontro informal que durou uma tarde, em que teve oportunidade de esclarecer muitas das suas dúvidas  sobre a performance do instrumento.
A imensa curiosidade pela construção formal de alguma música étnica e alternativa levou-o a colaborar, ainda que de forma esporádica, em alguns projectos de outras índoles.
- Com José Calvário e Àlvaro Marques, acompanhou Paulo de Carvalho em concertos de feição promocional, com produção de Carlos Cruz.

- Com Raúl Marquez, Dieggo Ebbler e Acácio Salero,  repertório de Miles Davis.
- Música celta e irlandesa com o grupo Jig com quem realizou muitos concertos e eventos de animação.
- Com um quarteto dirigido pelo pianista Uruguaio Mauro Perez o percussionista também Uruguaio Pancho Tarhabia e Pedro Vasconcelos, trabalhou música latina especialmente Cubana ainda no Casino de Espinho.
- Com Ricardo Silveira, guitarrista de Caetano Veloso, na área da música nova do Brasil.
- Com o Quarteto de Miguel Braga, repertório Chill out.

Com o flautista Luis Meireles, tocou em directo para a RTP, no programa Forum Musical, a Suite para Flauta e Trio de Jazz de Claude Bolling, uma obra contemporânea com grande pendor jazzístico. Do quarteto faziam ainda parte Eduardo Lopes, actual director do Departamento de Jazz da Universidade de Évora, e João Paulo Silva, acompanhador do Conservatório de Música do Porto.
- Com a Orquestra Salão Jardim Passos Manuel, com quem manteve uma prestação regular na RTP Porto, praticou música de salão do princípio de século.
- Com o grupo Gadjo Calom pratica jazz manouche e música eslava.
- Com Elisa Trigo em flauta transversa, música de raiz mirandesa, com arranjos de Pedro Costa.
- Com RealBook Jazz Trio, com Pedro Costa e Guilherme Piedade, um grupo que funciona como secção rítmica de diversos solistas, quer vocais quer instrumentais.
- Nas noites portuenses tocou, a nível esporádico, baixo de fado com o violista Jorge Barradas, e o guitarrista Eduardo Jorge acompanhando vários artistas, alguns dos quais registaram em disco essa colaboração.
- Tocou contrabaixo no CD "Primavera de Destroços" dos Mão Morta de 2001.
- Tocou contrabaixo no CD de culto "Encontros" do musicólogo João Lóio,com as vozes de, entre outros, João Afonso, Jorge Palma, José Mário Branco, Zeca Medeiros e Sérgio Godinho.Com o mesmo autor, gravou o Cd "Segredo Maior"
- Em 2011 gravou baixo eléctrico em "I Embrace the Imprudence" no CD "MIRALDO".

Actualmente(2013)trabalha um novo projecto na área do funk com Fernando Nascimento, Betó Souza-Pinto e Guilherme Piedade.
Como músico convidado, tocou com a banda filarmónica da Associação Recreativa e Musical dos Amigos da Branca (ARMAB)  o concerto para saxofone alto e banda filarmónica "Concertango" de Serrano Allarcon, com Jorge Sousa solista de saxofone alto e o Maestro Paulo Martins na direcção
Também como músico convidado, tocou com a Orquestra Filarmónica Juvenil da
Feira o mesmo concerto de saxofone alto e com os mesmos solista e chefe de orquestra,
Convidado pelo Conservatório de Música do Porto, tocou contrabaixo no Encontro Luso Brasileiro de Flautas sob direcção de  Celso Woltzenlogel, maestro brasileiro, repertório popular do Brasil, numa orquestra composta por cerca de trinta flautistas, um evento com a duração de cinco dias e com produção de Luis Meireles.

Tocou pontualmente em concerto com a cantora portuguesa Emmy Curl.

Tocou pontualmente em concerto com a banda brit-pop Weather Man.

Já em 2014, além da actividade regular pelos bares de jazz com várias formações e da costumaz actividade docente, sublinha-se a formação de um duo com o pianista brasileiro Marcus Levy, "BINÓMIO", interpretando repertório jazzistico em forma de improvisação espontânea.
Com o Coro de Pequenos Cantores de Esposende, e produção da Musicórdia, tocou como convidado um repertório vário, onde pontificou a obra "A Little Jazz Mass" de Bob Chilcott, com Diogo Zão no piano e André Silva na bateria, sob direcção da Maestrina Helena Venda Lima.

Repetiu também a sua colaboração com a cantora Emmy Curl, num concerto levado a efeito em Castelo Branco.

Com TRIJÁZZICO,  um trio clássico de piano contrabaixo e bateria, com Rui Pereira, e Michel Osório. Repertório de jazz standard e moderno.

Em 2022 grava, em baixo acústico, o CD "Um Outro Fado", com o grupo FADO CONSENTIDO.

Em 2023, como baixista, participa na gravação do álbum “Manhã Clara”, de Rui Pedro Claro, da Editora Grafonola, conjuntamente com o músico Fernando Nascimento e a declamadora Liliana Luiz. 

Co-fundação do grupo AMAH-LIA, dedicado à obra e herança cultural de Amália Rodrigues.

Com o grupo DISCO VOADOR, colaboração pontual em espectáculos de índole cultural, com Joana Manarte, voz e percussão e ainda Tiago Enrique, guitarras acústicas e electricas. 

## Ensino
Leccionou na Escola de Jazz do Porto,durante 18 anos, baixo eléctrico, contrabaixo, improvisação e combo. Essa longa colaboração, com centenas de alunos inscritos nas suas aulas, gerou toda uma nova geração de baixistas de excelente qualidade. Lecciona ou leccionou em diversas escolas do norte do país, nomeadamente no Centro de Cultura e Recreio do Orfeão da Feira, Oficina de Música de Aveiro, no Hangar do Rock, além da docência privada.
Tem para edição o seu Método de Trabalho, para Contrabaixo, Baixo Eléctrico e Improvisação, onde pretende passar a sua própria experiência, enquanto músico profissional.
Tem para edição cerca de 250 arranjos para classes de conjunto na área do jazz (combos).
Larga experiência no campo pedagógico, actividade que iniciou cerca de 1970, leccionando instrumento e combo,tem alunos espalhados pelo mundo, em prestigiadas instituições do Ensino Superior e formações de rock, jazz e funky de inquestionável nível artístico.
Orador convidado em work-shops e seminários de jazz, nomeadamente na Universidade Católica do Porto, Instituto Piaget Conservatório de Braga, Academia de Música de Vilar de Paraíso e em diversas escolas privadas.
Em Junho 2009 foi convidado pelo Conservatório de Música de Aveiro a levar a efeito um "Work-shop" com a duração de três dias, dedicado à linguagem Jazz. No terceiro dia apresentou um concerto final,com vários combos sob sua orientação. Dirigiu ainda um noneto de cordas e uma big-band, compostos por professores e alunos, que executaram arranjos seus para temas de Duke Ellington.
Em 2015 foi convidado a levar a efeito um workshop de linguagem jazzística na escola Profissional ARTÂMEGA, findo o qual dirigiu uma orquestra formada por alunos dessa instituição 
O ano de 2019 vem encontrá-lo a mudar de novo o rumo às duas explorações na companhia de um quinteto FADO CONSENTIDO. À guitarra e viola juntam-se o baixo acústico e a percussão, com essa formação explora um formato diferente de fado,com repertório original assim como alguns temas do Património Cultural Portuguès: Voz, Cláudia Lopes, Guitarra Marco Quaresma, viola Rogério Rocha, percussão José Flávio  Martins.

Não abandona a sua relação com o jazz, participando no Trio de Paulo Gomes, pianista e Acácio Salero na bateria.

## Família de Músicos
Da sua família é quarta geração de músicos, na maioria profissionais, ligados ao Exército como Capitães Músicos.

Tem dois filhos, também eles músicos.

João André dos Bandemónio de Pedro Abrunhosa e Varuna.
 Toca com Mónica Ferraz, We Trust, Varuna, Alberto Indio, André Indiana, Diana Martinez & the Crib, Emmy Curl, Nuno Norte, The Weatherman, Swinging Rabbits entre outros.Actividade profissional como productor em várias árias.
Guilherme Piedade é baterista dos Varuna, Realbook Jazz Trio, Gadjo Calom e QuazzJazz. Cantautor do projecto MIRALDO. Professor de bateria em várias Escolas. É licenciado pela ESMAE em bateria de jazz. Completou a sua tese de Mestrado na Royal School of Music em Estocolmo, Suécia.